# Shaw (Mississippi)
Shaw is een plaats (city) in de Amerikaanse staat Mississippi, en valt bestuurlijk gezien onder Bolivar County en Sunflower County.

## Demografie
Bij de volkstelling in 2000 werd het aantal inwoners vastgesteld op 2312.
In 2006 is het aantal inwoners door het United States Census Bureau geschat op 2214, een daling van 98 (−4,2%).

## Geografie
Volgens het United States Census Bureau beslaat de plaats een oppervlakte van
2,9 km², geheel bestaande uit land. Shaw ligt op ongeveer 38 m boven zeeniveau.

## Plaatsen in de nabije omgeving
De onderstaande figuur toont nabijgelegen plaatsen in een straal van 24 km rond Shaw.

## Geboren
- David Edwards (1915-2011), Amerikaans bluesgitarist